# جام جهانی فوتبال ۱۹۹۴
جام جهانی فوتبال ۱۹۹۴ پانزدهمین دوره از این بازی‌های جام جهانی فوتبال بود که در آمریکا برگزار شد. این مسابقات از تاریخ ۱۷ ژوئن تا ۱۷ ژوئیه ۱۹۹۴ در شهرهای مختلف این کشور برگزار شد. برزیل و ایتالیا فینال این جام را برگزار کردند که پس از تساوی صفر صفر در ۱۲۰ دقیقه کار به ضربات پنالتی کشید و برزیل ۳ بر ۲ پیروز شد.  برای اولین بار در تاریخ جام‌های جهانی فوتبال قهرمان در ضربات پنالتی مشخص شد. با توجه به این که قبل از برگزاری این بازی‌ها تیم‌های ملی فوتبال برزیل، ایتالیا و آلمان هر کدام سه بار موفق به قهرمانی در جام جهانی شده بودند، تیم ملی فوتبال برزیل با قهرمانی در این جام موفق شد رکورد قهرمانی خود را به عدد چهار رسانده و از کشورهای آلمان و ایتالیا پیشی بگیرد. گفتنی است تیم ملی فوتبال برزیل همه جام‌های قبلی خود را در زمان جام ژول ریمه کسب کرده بود و این جام اولین باری بود که موفق به کسب جام طلایی جدید شد.
هریستو استویچکوف از بلغارستان و اولگ سالنکو از روسیه  با ۶ گل به‌طور مشترک آقای گل این بازی‌ها بودند. و همچنین روماریو از برزیل به عنوان بهترین بازیکن جام برگزیده شد.
بر خلاف پیش‌بینی‌هایی که انجام شده بود، استقبال بسیار زیادی از این بازی‌ها در آمریکا صورت گرفت. گنجایش بالای ورزشگاه‌های آمریکا در مقایسه با اروپا و آمریکای لاتین، میانگین تعداد تماشاگران در هر بازی را به بیش از ۶۹ هزار نفر رسانید که این رقم از سال ۱۹۵۰ بی‌سابقه بود.
مارادونای افسانه‌ای هم متهم به استفاده از داروهای غیرمجاز شد و با وجود این که در دو بازی نخست دور مقدماتی در تیم ملی فوتبال آرژانتین حضور داشت اما از حضور در ادامه رقابت‌ها بازماند. این جام جهانی آخرین جامی بود که مارادونا در آن حضور داشت. رویداد دیگر این بود که مدافع تیم ملی کلمبیا آندره اسکوبار در بازیهای دور اول جام جهانی در برابر تیم ملی فوتبال آمریکا، به اشتباه یک گل به خودی زد و منجر به حذف کلمبیا شد. ده روز بعد و در حالی که پس از حذف تیم ملی کلمبیا از دور مقدماتی بازی‌ها به کشورش بازگشته بود مورد اصابت گلوله قرار گرفت و به قتل رسید. گفته می‌شد که این بازیکن قربانی مافیای شرط‌بندی کلمبیا شده‌است.
شگفتی سازهای بزرگ این رقابتها بلغارستان و تیم ملی سوئد بودند که به جمع چهار تیم برتر رقابت‌ها راه یافتند. هریستو استویچکف بلغاری و تیمش موفق شدند در مرحلهٔ یک چهارم نهایی تیم فوتبال آلمان مدافع عنوان قهرمانی را شکست دهند. در این دیدار هریستو استویچکف موفق به زدن گل اول تیمش شد و گل دوم را هم یوردان لچکوف با یک ضربه سر شیرجه‌ای تماشایی به ثمر رساند تا در نهایت بلغارستان با پیروزی ۲ بر یک به دور نیمه نهایی جام بپیوندد. پس از شکست بلغارستان در نیمه نهایی از ایتالیا در دیدار رده‌بندی به مصاف شگفتی ساز دیگر جام یعنی تیم ملی فوتبال سوئد رفت که این دیدار با نتیجه چهار بر صفر به سود تیم ملی سوئد و یاران مارتین دالین و هنریک لارسن به پایان رسید. گفتنی است قبل از این دیدار تیم ملی فوتبال سوئد نیز در برابر فینالیست دیگر جام یعنی تیم ملی فوتبال برزیل در نیمه‌نهایی بازی را واگذار کرده بود.

## تیم‌های حاضر
| گروه اول رومانی سوئیس ایالات متحده آمریکا کلمبیا |

| گروه دوم برزیل سوئد روسیه کامرون |

| گروه سوم آلمان اسپانیا کره جنوبی بولیوی |  |
|                                         |  |
|                                         |  |

| گروه چهارم نیجریه بلغارستان آرژانتین یونان |

| گروه پنجم مکزیک ایتالیا جمهوری ایرلند نروژ |

| گروه ششم هلند عربستان سعودی بلژیک مراکش |

## ورزشگاه‌ها
| پاسادینا (لس آنجلس)         | پونتیاک (میشیگان) | استنفورد (سان فرانسیسکو) |
| --------------------------- | ----------------- | ------------------------ |
| رز بول                      | پونتیاک سیلوردوم  | ورزشگاه استنفورد         |
| ظرفیت: ۹۱٬۷۹۴               | ظرفیت: ۷۷٬۵۵۷     | ظرفیت: ۸۰٬۹۰۶            |
|                             |                   |                          |
| شیکاگو                      | دالاس             | بوستون                   |
| سلجر فیلد                   | کاتن بول          | ورزشگاه فاکسبرو          |
| ظرفیت: ۶۳٬۱۱۷               | ظرفیت: ۶۳٬۹۹۸     | ظرفیت: ۵۳٬۶۴۴            |
|                             |                   |                          |
| ایست رادرفورد (شهر نیویورک) | ارلندو، فلوریدا   | واشینگتن دی.سی.          |
| ورزشگاه جاینتس              | سیتروس بول        | ورزشگاه آر اف کی         |
| ظرفیت: ۷۵٬۳۳۸               | ظرفیت: ۶۱٬۲۱۹     | ظرفیت: ۵۳٬۱۴۲            |
|                             |                   |                          |

## دور مقدماتی
مانند دوره‌های پیشین ۲۴ تیم در این رقابتها حضور یافتند و در شش گروه چهار تیمی به رقابت پرداختند. به دلیل شش گروهه بودن بازی‌ها، چهار تیم از تیم‌هایی که در گروه خود حائز رتبه سوم و بهترین نتایج شده بودند نیز به همراه تیم‌های اول و دوم گروه‌ها به دور یک‌هشتم نهایی راه یافتند که تیم ملی فوتبال آمریکای میزبان نیز یکی از آن چهار تیم بود. این دوره از بازی‌های جام جهانی فوتبال، آخرین باری بود که بازی‌ها به صورت ۲۴ تیمی برگزار شد و تمامی دوره‌های بعدی به صورت ۳۲ تیمی برگزار گردیده‌است.

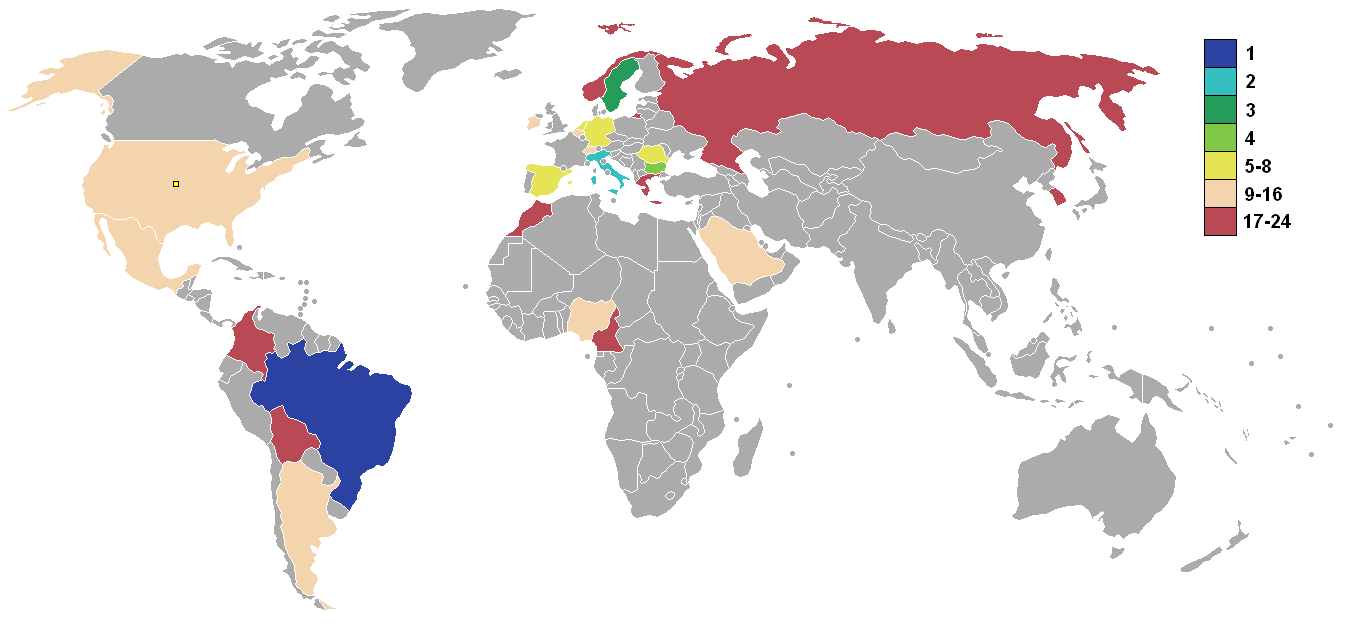
کشورهای حاضر در رقابتها

یونان، نیجریه و عربستان برای نخستین بار به این رقابتها راه یافتند که از این سه تیم دو تیم نیجریه و عربستان شگفتی ساز بودند و به ترتیب در گروه‌های خود به مقام اول و دوم دست یافتند و به دور یک‌هشتم نهایی صعود کردند.
برای نخستین بار بعد از سال‌ها آلمان غربی و شرقی، یک تیم متحد به جام جهانی فرستادند.
به دلیل عملکرد قوی تیمهای آفریقایی و موفقیت کامرون در دور پیشین، سهمیه آفریقا به سه تیم رسید که نیجریه به همراه مراکش و کامرون راهی این رقابتها شد.
برای دومین بار تیم انگلیس در جام جهانی حضور نداشت. تیم ملی فوتبال فرانسه هم که در دوره بعدی جام جهانی به مقام قهرمانی رسید، در این دوره غایب بود.
از اتفاقات این رقابت‌ها ضربه آرنج لئوناردو به صورت راموس آمریکایی در بازی تیم‌های ملی فوتبال برزیل و آمریکا بود که تب راموس را بلافاصله راهی بیمارستان کرد. لئوناردوی برزیلی هم با کارت قرمز مستقیم داور از بازی اخراج شد و با وجود عذرخواهی از راموس و عیادت از او در بیمارستان اما تا پایان رقابت‌ها از همراهی تیم کشورش محروم شد.
از دیگر نکات جالب این جام، رنگ لباس داورها بود. تا قبل از این بازی ها داوران همیشه با لباس یکدست مشکی رنگ در زمین مسابقه حاضر می شدند اما در این مسابقات برای نخستین بار تیشرت ورزشی رنگی برای داوران استفاده شد.
در این دوره از بازی های جام جهانی برای اولین بار، دروازه بانان حق نداشتند توپ ناشی از پاس یار خودی را با دست بردارند مگر توپی که با ضربه کمر به بالا پاس داده شده باشد و در صورت اشتباه دروازه بان، یک ضربه آزاد غیرمستقیم به نفع حریف در همان نقطه‌ی خطا اعلام می گردید که این قانون تا امروز نیز پابرجاست.

## قهرمان
در فینال مسابقات بین تیم‌های ملی برزیل و ایتالیا پس از ۱۲۰ دقیقه تلاش دو تیم به تساوی بدون گل رسیدند و در ضیافت پنالتی‌ها تیم برزیل موفق شد با نتیجهٔ سه بر دو بر ایتالیا پیروز شود و برای چهارمین بار قهرمان جام‌جهانی فوتبال شود. روبرتو باجو که تأثیر زیادی در حضور تیم ملی فوتبال ایتالیا در فینال مسابقات داشت ضربه پنالتی را به بیرون زد. دانیل ماسارو هم از دیگر ایتالیایی هایی بود که ضربه پنالتی را از دست داد. بازی فینال به داوری ساندر پول مجارستانی برگزار شد و محمد فنایی هم به عنوان یکی از دو کمک داور بازی، ساندر پول را در امر قضاوت یاری کرد. 
| قهرمان جام جهانی ۱۹۹۴   |
| ----------------------- |
| · برزیل · چهارمین عنوان |